# Axel Urie
Axel Urie, né le 14 avril 1999 à Nîmes en France, est un footballeur international centrafricain. Il joue au poste d'ailier gauche au Sarıyer SK.

## Biographie

### Carrière en club
Axel Urie est formé au Nîmes Olympique, club de sa ville natale, qu'il rejoint en 2012.
En 2019, il signe un contrat professionnel de un an plus un en option en faveur de l'En avant de Guingamp. Il ne dispute qu'un seul match avec l'équipe première guingampaise, le 16 novembre 2019 en Coupe de France face au FC Lorient (défaite 3-0), où il rentre en jeu à la place de Bryan Pelé à deux minutes du terme de la rencontre.
Le 13 juillet 2021, il rejoint l'US Créteil-Lusitanos en National. Il dispute son premier match avec l'USCL le 20 août 2021 contre le Stade briochin (match nul et vierge). Lors de son second match une semaine plus tard face à La Berrichone de Châteauroux (match nul 1-1), Axel Urie inscrit son premier but.
Après la relégation de Créteil en National 2, Urie rejoint l'US Concarneau le 16 septembre 2022. Pour sa première saison avec les Thoniers, Urie ne parvient pas à devenir un titulaire indiscutable, restant essentiellement sur le banc et rentrant en jeu en fin de match seulement. Durant cette première saison à l'US Concarneau, il ne parviendra pas à inscrire de buts pour les Thoniers. Après cette première saison décevante, il reste à l'US Concarneau, tout juste promu en Ligue 2, et commence la saison en tant que titulaire mais auteur de performances inconstantes, ne lui permettant pas de garder son statut de titulaire, effectuant principalement des entrées en fin de match.
A l'été 2024, il quitte l'US Concarneau et la France pour le Qatar et Al-Kharaitiyat Sports Club.

### Carrière internationale
Axel Urie honore sa première sélection en équipe de République centrafricaine, son pays d'origine, le 1er septembre 2021 contre le Cap-Vert dans le cadre des qualifications à la Coupe du monde 2022 (match nul 1-1).

## Statistiques

### Statistiques en club
| Saison                | Club                       | Championnat           | Championnat | Championnat | Championnat | Coupe(s) nationale(s) | Coupe(s) nationale(s) | Coupe(s) nationale(s) | Centrafrique | Centrafrique | Centrafrique | Total | Total | Total |
| Saison                | Club                       | Division              | M.          | B.          | P.d.        | M.                    | B.                    | P.d.                  | M.           | B.           | P.d.         | M.    | B.    | P.d.  |
| 2016-2017             | Nîmes Olympique rés.       | CFA 2                 | 1           | 1           | 0           | -                     | -                     | -                     | -            | -            | -            | 1     | 1     | 0     |
| 2017-2018             | Nîmes Olympique rés.       | National 3            | 10          | 2           | 0           | -                     | -                     | -                     | -            | -            | -            | 10    | 2     | 0     |
| 2018-2019             | Nîmes Olympique rés.       | National 2            | 24          | 0           | 1           | -                     | -                     | -                     | -            | -            | -            | 24    | 0     | 1     |
| Sous-total            | Sous-total                 | Sous-total            | 35          | 3           | 1           | 0                     | 0                     | 0                     | 0            | 0            | 0            | 35    | 3     | 1     |
| 2019-2020             | EA Guingamp                | Ligue 2               | 0           | 0           | 0           | 1                     | 0                     | 0                     | -            | -            | -            | 1     | 0     | 0     |
| Sous-total            | Sous-total                 | Sous-total            | 0           | 0           | 0           | 1                     | 0                     | 0                     | 0            | 0            | 0            | 1     | 0     | 0     |
| 2019-2020             | EA Guingamp rés.           | National 2            | 14          | 2           | 0           | -                     | -                     | -                     | -            | -            | -            | 14    | 2     | 0     |
| 2020-2021             | EA Guingamp rés.           | National 2            | 7           | 0           | 0           | -                     | -                     | -                     | -            | -            | -            | 7     | 0     | 0     |
| Sous-total            | Sous-total                 | Sous-total            | 21          | 2           | 0           | 0                     | 0                     | 0                     | 0            | 0            | 0            | 21    | 2     | 0     |
| 2021-2022             | US Créteil-Lusitanos       | National              | 18          | 2           | 3           | 5                     | 1                     | 0                     | 3            | 0            | 0            | 26    | 3     | 3     |
| Sous-total            | Sous-total                 | Sous-total            | 18          | 2           | 3           | 5                     | 1                     | 0                     | 3            | 0            | 0            | 26    | 3     | 3     |
| 2022-2023             | US Concarneau              | National              | 21          | 0           | 0           | 3                     | 0                     | 0                     | -            | -            | -            | 24    | 0     | 0     |
| 2023-2024             | US Concarneau              | Ligue 2               | 36          | 2           | 0           | 0                     | 0                     | 0                     | 3            | 0            | 0            | 39    | 2     | 0     |
| Sous-total            | Sous-total                 | Sous-total            | 57          | 2           | 0           | 3                     | 0                     | 0                     | 3            | 0            | 0            | 63    | 2     | 0     |
| 2024-2025             | Al-Kharaitiyat Sports Club | Qatargas League       | 7           | 1           | 0           | 0                     | 0                     | 0                     | 1            | 0            | 0            | 8     | 1     | 0     |
| Sous-total            | Sous-total                 | Sous-total            | 7           | 1           | 0           | 0                     | 0                     | 0                     | 1            | 0            | 0            | 8     | 1     | 0     |
| Total sur la carrière | Total sur la carrière      | Total sur la carrière | 138         | 10          | 4           | 9                     | 1                     | 0                     | 7            | 0            | 0            | 154   | 11    | 4     |